# Monumentalismo
Monumentalismo è il termine con cui sono definite le tendenze architettoniche che nel corso del Novecento (soprattutto nella prima metà), hanno avuto come canone essenziale l'ispirazione e il riallaccio al classicismo e al neoclassicismo. I critici dividono tale architettura in due correnti: il Neobarocco e il Neoclassicismo semplificato.

## Neobarocco

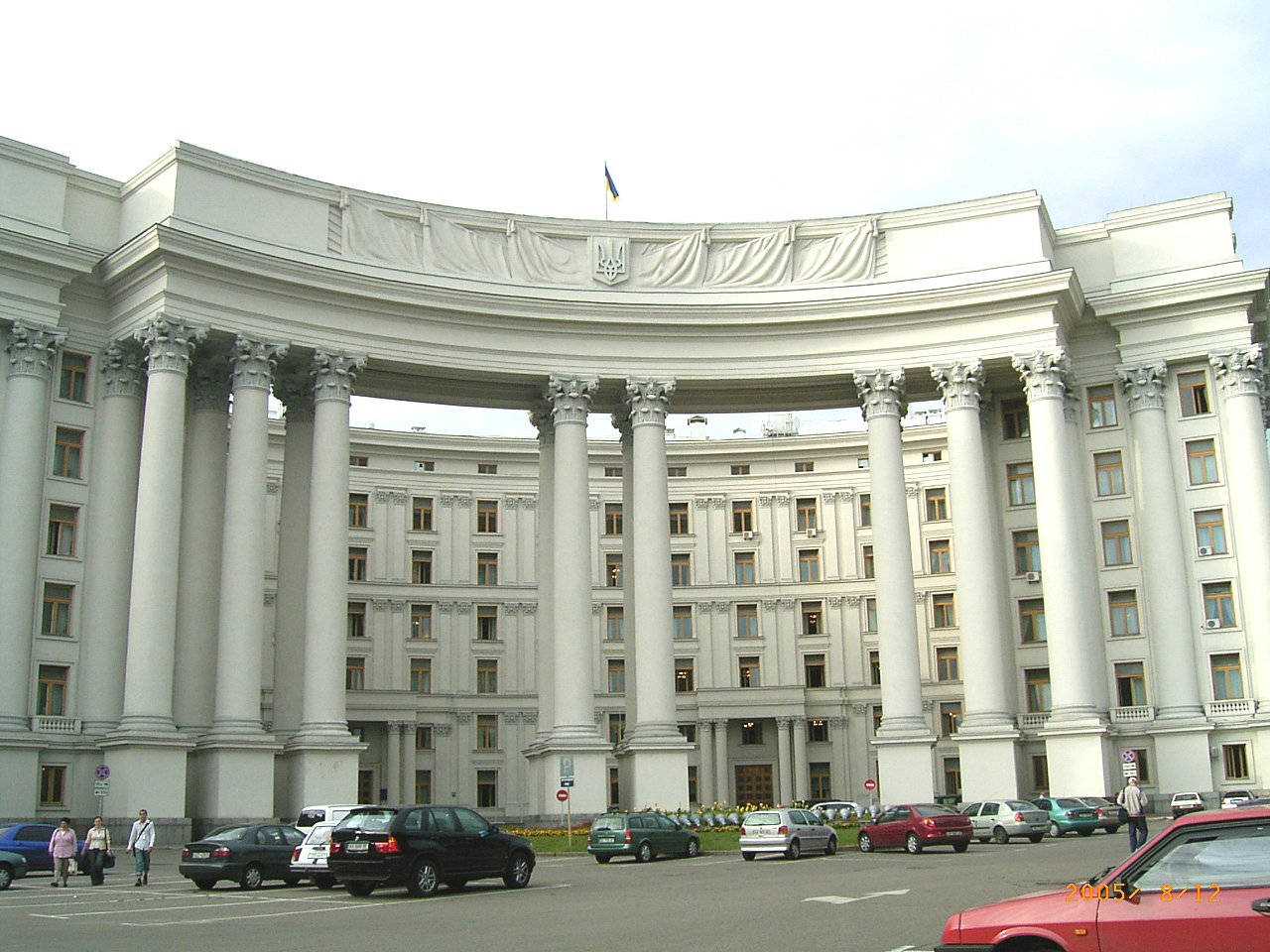
Ex Palazzo del Comitato Centrale del Partito Comunista a Kiev

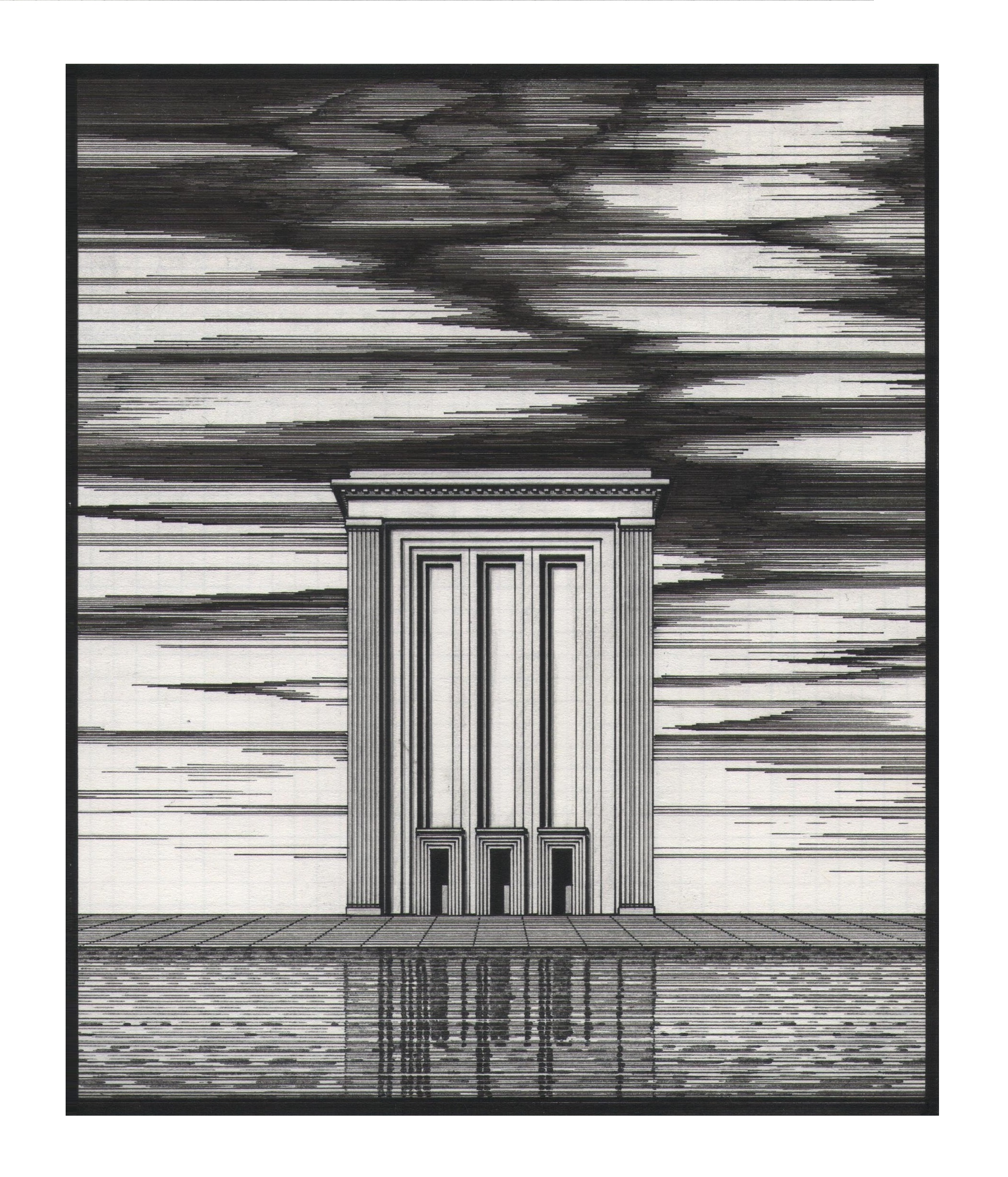
Arnaldo Dell'Ira, Tempio degli Eroi

Con il Neobarocco si ritorna al XVIII secolo con la proporzione degli ordini che diviene gigantesca, arricchita da fregi ornamentali. È l'architettura dell'Unione Sovietica con i vari palazzi dei comitati centrali del partito a Leningrado come a Kiev. Qui, come altrove la visione scenografica dello spazio architettonico, che deve celebrare il regime prende il sopravvento, sulla composizione planimetrica delle costruzioni.

## Neoclassicismo semplificato
Il Neoclassicismo semplificato, definito anche stile Novecento, si riallaccia alla cultura architettonica classica, ma ne alleggerisce gli elementi e i particolari architettonici, togliendo o semplificando la decorazione. È questa l'architettura preferita dai regimi totalitari per la sua efficacia celebrativa nell'ambiente costruito, con l'esaltazione della romanità passata nel caso italiano. Il suo teorico maggiore sarà in Italia l'architetto Marcello Piacentini che dominerà con i suoi canoni il ventennio fascista, restringendo il campo ai razionalisti, che tentarono di conciliare i temi del Movimento Moderno all'interno di un regime autoritario. Il suo costruire influirà anche dal punto di vista urbano, sia nella costruzione di nuovi interventi (città universitaria di Roma, E42) che nella demolizione e ricostruzione di centri storici (Via della Conciliazione, centri storici di Brescia e Livorno).
Piacentini lavorerà su due canoni essenziali: la modernizzazione esteriore dello stile e la struttura classica del disegno architettonico. Avremo così:
- l'elementarizzazione dei particolari architettonici; murature lisce, balconi pieni, cornici spianate, capitelli alleggeriti, archi elementarizzati, colonne smussate, che devono ricordare il Mar Mediterraneo e la “romanità” passata, adottando anche specifici materiali come il marmo;
- un vuoto spazio architettonico neoclassico con planimetrie simmetriche e bloccate, volumi chiusi, gigantismo delle proporzioni, esaltazione della visione scenografica d'insieme.

## Collegamenti con il Movimento Moderno

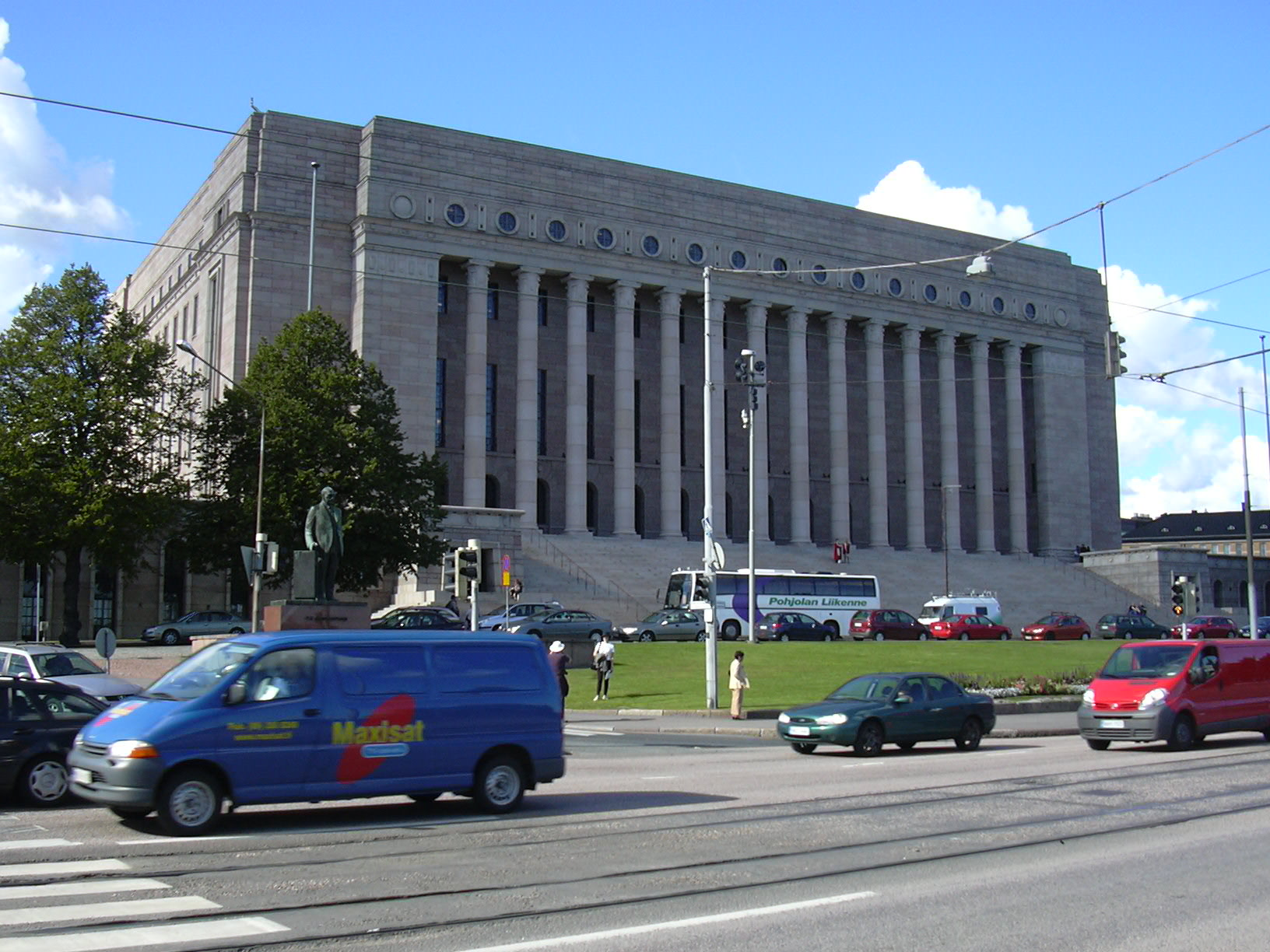
Eduskuntatalo a Helsinki (1927 - 1931)

Alcuni studiosi identificano tratti che si avvicinano al Novecento italiano in alcuni architetti che si situano a cavallo tra linguaggio ottocentesco e Movimento Moderno, come nelle ultime opere di Auguste Perret, dove i caratteri sono comunque assai più sobri ed in qualche modo si rifanno alla tradizione classica francese, come nel museo delle opere pubbliche del 1937. Altri esempi si ritrovano nel cosiddetto Classicismo scandinavo e con alcune costruzioni dell'architetto svedese Gunnar Asplund, che per alcuni nel Crematorio di Stoccolma 1935-40 raggiunge un equilibrio tra forme moderne e monumentalismo in un ideale di sintesi con i linguaggi della tradizione classica passata.
C'è chi fa rientrare nel monumentalismo anche se in parte la cosiddetta architettura metafisica dell'Italia tra le due guerre, tipica di cui alcune città di fondazione d'epoca fascista come Portolago (nell'isola greca di Leros) o Sabaudia. La medesima sembra comunque più legata ai temi del Movimento Moderno nella sua specificazione e caratteristica italiana (Razionalismo italiano) come molti hanno riconosciuto, definendo le due città sopradette come rari esempi, anche se sconosciuti per quanto riguarda la prima, di International Style.
Alcuni critici si spingono ancora oltre, includendo nel Monumentalismo parte di alcune espressioni architettoniche del Movimento Moderno, quando hanno riguardato una ricerca della simmetria, del ritmo perfetto, ripetitivo e monumentale, come nelle opere di Mies van der Rohe,  di cui il Seagram Building ne è l'espressione più compiuta. Anche in alcune opere di Giuseppe Terragni vengono riscontrati le forme primordiali del Monumentalismo come  i volumi cubici, monolitici e fortemente simbolici. Del resto la Casa del Fascio di Como, uno dei capolavori del Razionalismo italiano, è disegnata sulla sezione aurea e costruita su equilibri in simmetria. Tuttavia questi edifici appartenenti al Movimento Moderno hanno diverse  articolazioni in pianta in relazione alla distribuzione funzionale, che meno si ritrova nelle costruzioni decisamente monumentali; in essi lo spazio architettonico è in stretta relazione con il rapporto forma – funzione, che è la prima ed essenziale caratteristica della tematica razionalistica.